# دانشنامه ناتل
دانشنامه ناتل (انگلیسی: The Nuttall Encyclopædia) با نام کاملِ «دانشنامهٔ ناتل: فرهنگ‌نامه‌ای مختصر و جامع دربارهٔ دانش عمومی» دانشنامه‌ای است متعلق به اواخر قرن ۱۹ میلادی که سرویراستار آن «جیمز وود» نام داشت و نخستین بار در سال ۱۹۰۰ در لندن توسط انتشارات «فردریک وارن و شرکا» به چاپ رسید.
این دانش‌نامه نام خود را از «دکتر پیتر آستین ناتل» (وفات: ۱۸۶۹) می‌گیرد که آثار مهم او همچون «فرهنگنامهٔ تلفظ استاندارد در زبان انگلیسی» (منتشرشده در ۱۸۶۳) تا سالیان متمادی توسط «فردریک وارن و شرکا» به چاپ می‌رسید.
این فرهنگ‌نامه تقریباً هر موضوعی را در بر می‌گیرید و سرفصل‌هایی نظیر زندگی‌نامه، تاریخ، جغرافی، ادبیات، فلسفه، دین، علوم و هنر دارد. نکتهٔ جالب‌توجه اینکه، این دانش‌نامه با آنکه حتی دربارهٔ شخصیت‌های خیالی رمان‌های چارلز دیکنز هم مطالبی دارد، اما دربارهٔ «میوه‌ها» مدخلی ندارد.
در سال ۲۰۰۴ میلادی، «پروژه گوتنبرگ» نسخه‌ای از این دانش‌نامه را که چاپ ۱۹۰۷ میلادی بود، منتشر کرد و این نسخه هم‌اکنون، در مالکیت عمومی قرار دارد.